# Conophytum schlechteri
Conophytum schlechteri är en isörtsväxtart som beskrevs av Schwant.. Conophytum schlechteri ingår i släktet Conophytum, och familjen isörtsväxter. Inga underarter finns listade i Catalogue of Life.